# Будинок Стефанії Смоленської (Рівне)

## Історія
Проєкт 2-поверхового житлового будинку по вулиці Казимира Любомирського у 1936 році для Стефанії Смоленської виконав архітектор Болеслав Смоленський. Особняк дійшов до нашого часу без суттєвих перебудов: лише з північно-західної сторони на місці тераси, передбаченої в проєкті, виконана одноповерхова прибудова.

## Архітектура
Планування невеликого особняка забезпечувало найвищий рівень комфорту проживання: на першому поверсі розташовується велика загальна кімната на всю ширину будинку, до якої примикає кухня і санвузол; на другому – ще дві кімнати (з однієї з них можна вийти на невеликий балкон) з кухнею та усіма зручностями. Очевидно, що передбачалась можливість ізоляції поверхів і проживання в будинку двох сімей.
Архітектурний образ сформований під впливом Streamline style – одного з напрямів архітектури модернізму 1920-40-х рр. (конструктивізму) – стилю рафінованої вишуканості і розкоші. На відміну від кращих європейських і польських архітектурних об’єктів, в будівництві яких використовували дорогі і найсучасніші будівельні та оздоблювальні матеріали, особняк був зведений з дерева, а цементна сіра штукатурка лише імітувала використання бетону в конструкції стін.

## Галерея

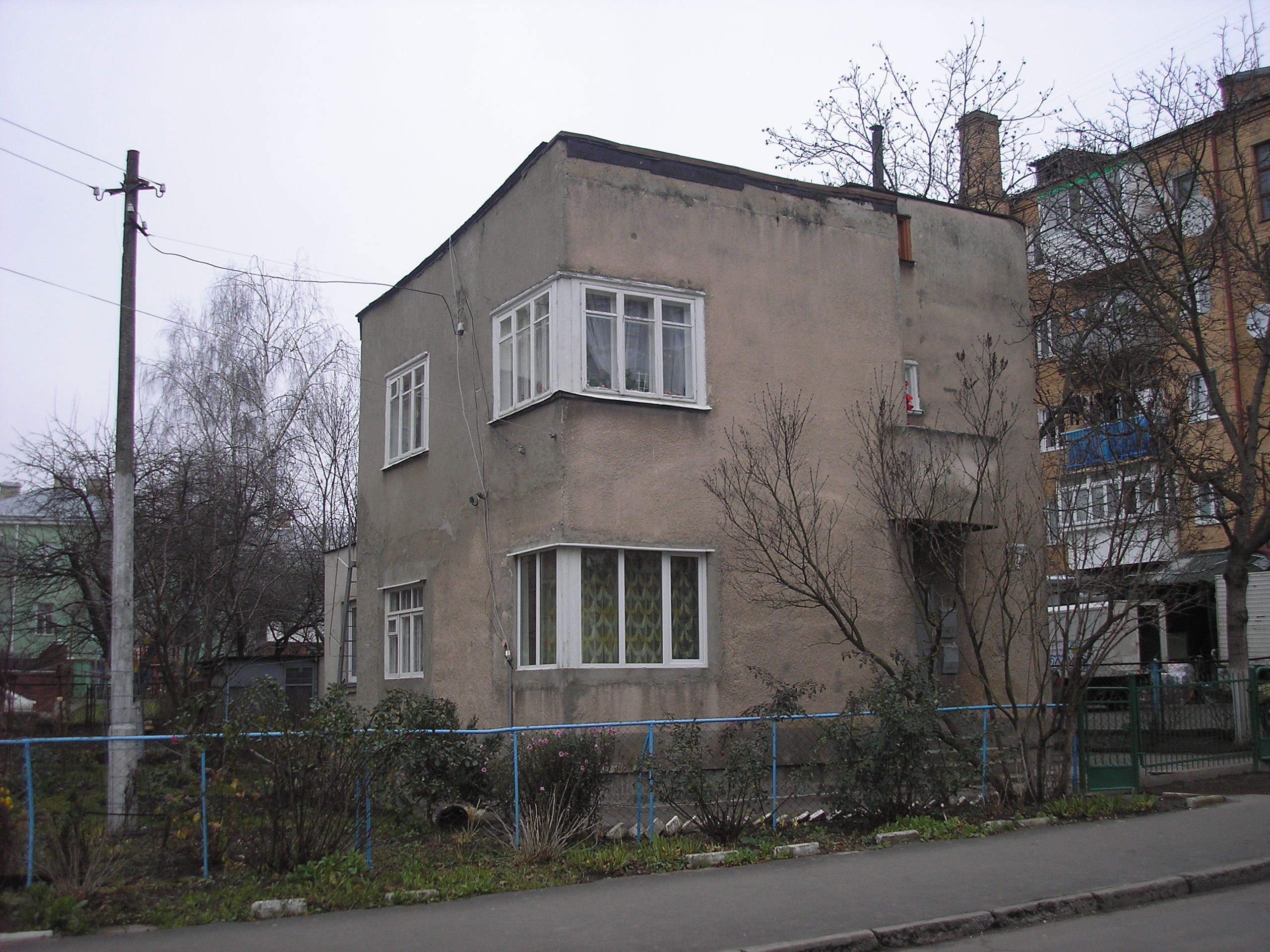
Житловий будинок по вул. Казимира Любомирського, 4 у м.Рівне
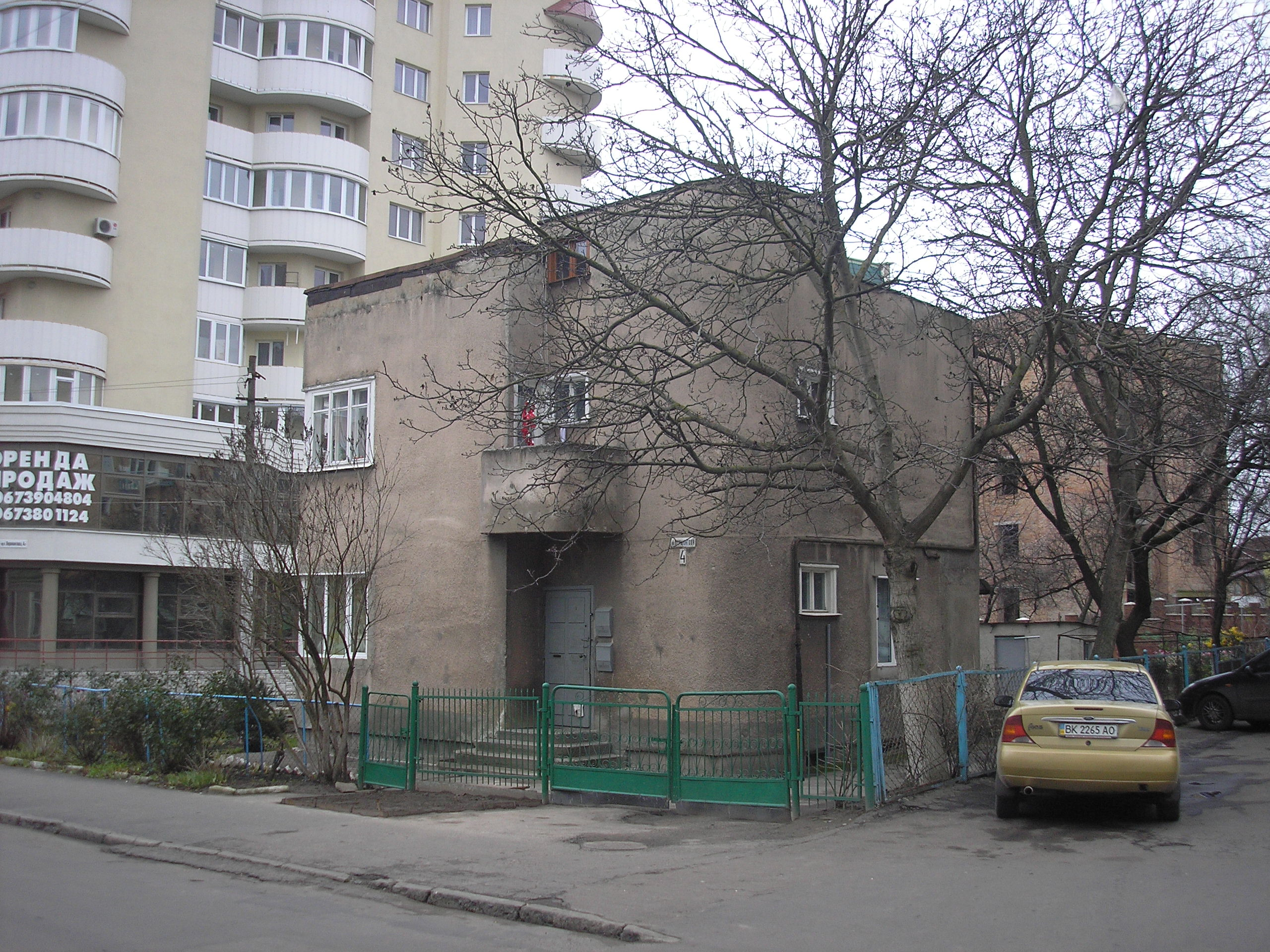
Житловий будинок по вул. Казимира Любомирського, 4 у м.Рівне
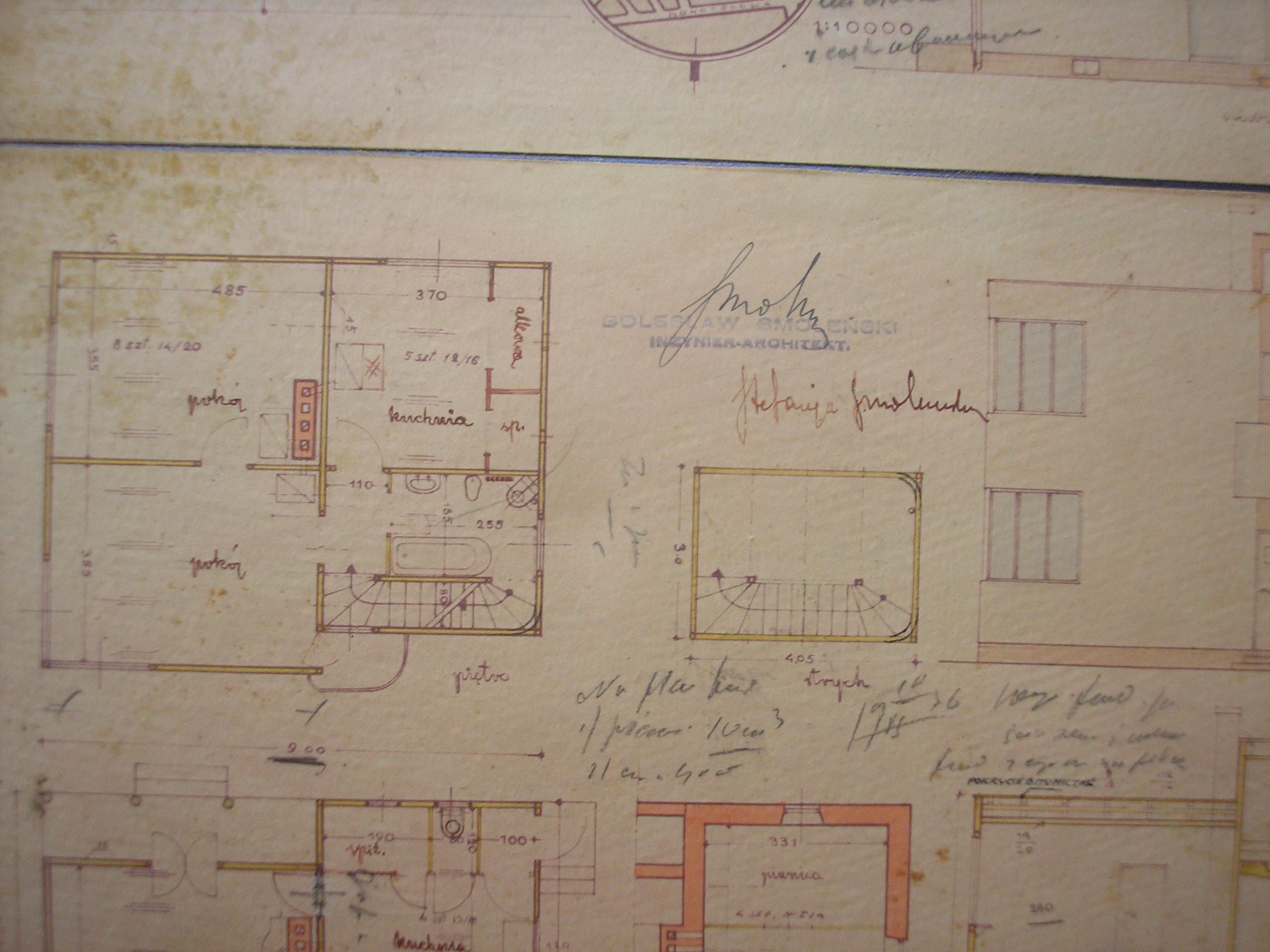
Житловий будинок по вул. Казимира Любомирського, 4 у м.Рівне (проєкт)